# Johann Georg Spangenberg
Johann Georg Spangenberg (* 4. Januar 1786 in Göttingen; † 12. August 1849 in Pyrmont) war ein deutscher Generalstabsarzt im Königreich Hannover.

## Leben

### Familie
Johann Georg war ein Enkel des Göttinger Bürgermeisters Ernst August Spangenberg und das drittälteste von zehn Kindern des Professors Georg August Spangenberg († 4. März 1806) und der Lyrikerin Dorothea Katharina Elisabeth Wehrs (Pseudonym Aemilia oder Dorothea Wehrs; † 18. Juni 1808). Ebenso wie seine Brüder Georg August Spangenberg junior und Ernst Peter Johann Spangenberg studierte Johann Georg an der Universität in Göttingen.

### Werdegang

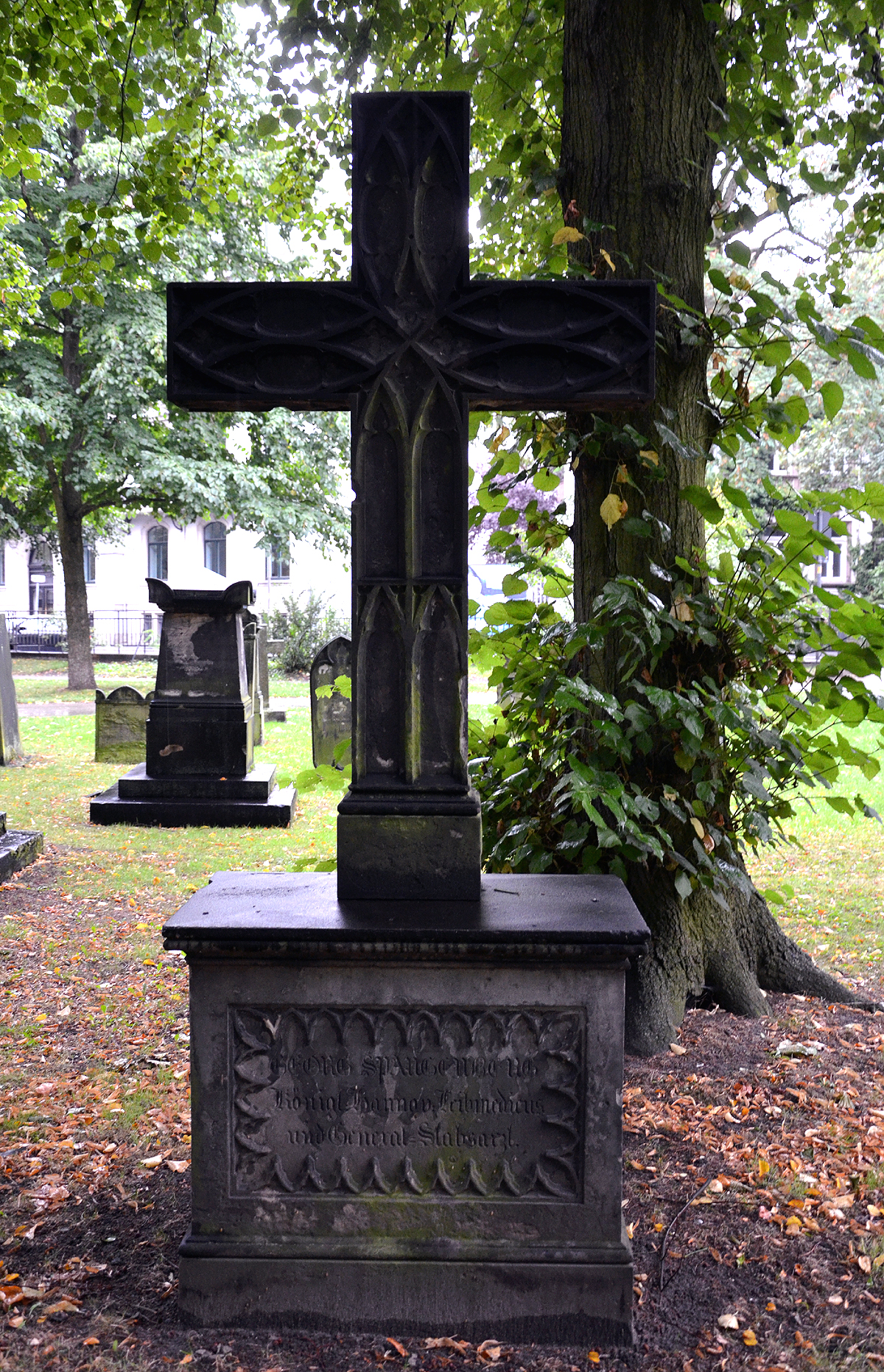
Grabmal Georg Spangenberg auf dem Gartenfriedhof in Hannover

Obwohl die Familie Spangenberg zu den „Göttinger Honoratioren“ gehörte, wuchs Johann Georg Spangenberg insbesondere wohl verursacht durch eine Krankheit seines Vaters in immer stärkerer Verelendung auf. Zeitweilig gab es im Hause tagelang nichts zu essen. Nicht zum ersten Mal richtete der Jugendliche 1801 einen „erschütternden Hilferuf an die Landesregierung“. Er habe, fast noch als Kind, selbst „acht Lehrstunden täglich“ unterrichtet, um zur Ernährung seiner Familie beizutragen. Noch 1811 klagte er, nachdem er sich 1804 an der Universität Göttingen immatrikuliert hatte, über seine unglückliche Jugend. Die Stelle seines früh verstorbenen Vaters vertrat der „Generaldirektor“ Justus Christoph Leist für Johann.
Spangenberg wirkte ab 1812 – nach Unterstützung durch Karl Gustav Himly – als Privatdozent an der medizinischen Fakultät der Universität Göttingen; in dieser sogenannten „Franzosenzeit“ schloss er sich im „Wendejahr“ 1813 freiwillig als „Ober-Stabs-Wundarzt“ der Armee gegen die Truppen Napoleon Bonapartes an.
Nachdem er 1814 die Stelle als Oberstabschirurg in Hannover angetreten hatte, nahm Spangenberg im Juni 1815 an der Schlacht bei Waterloo teil.

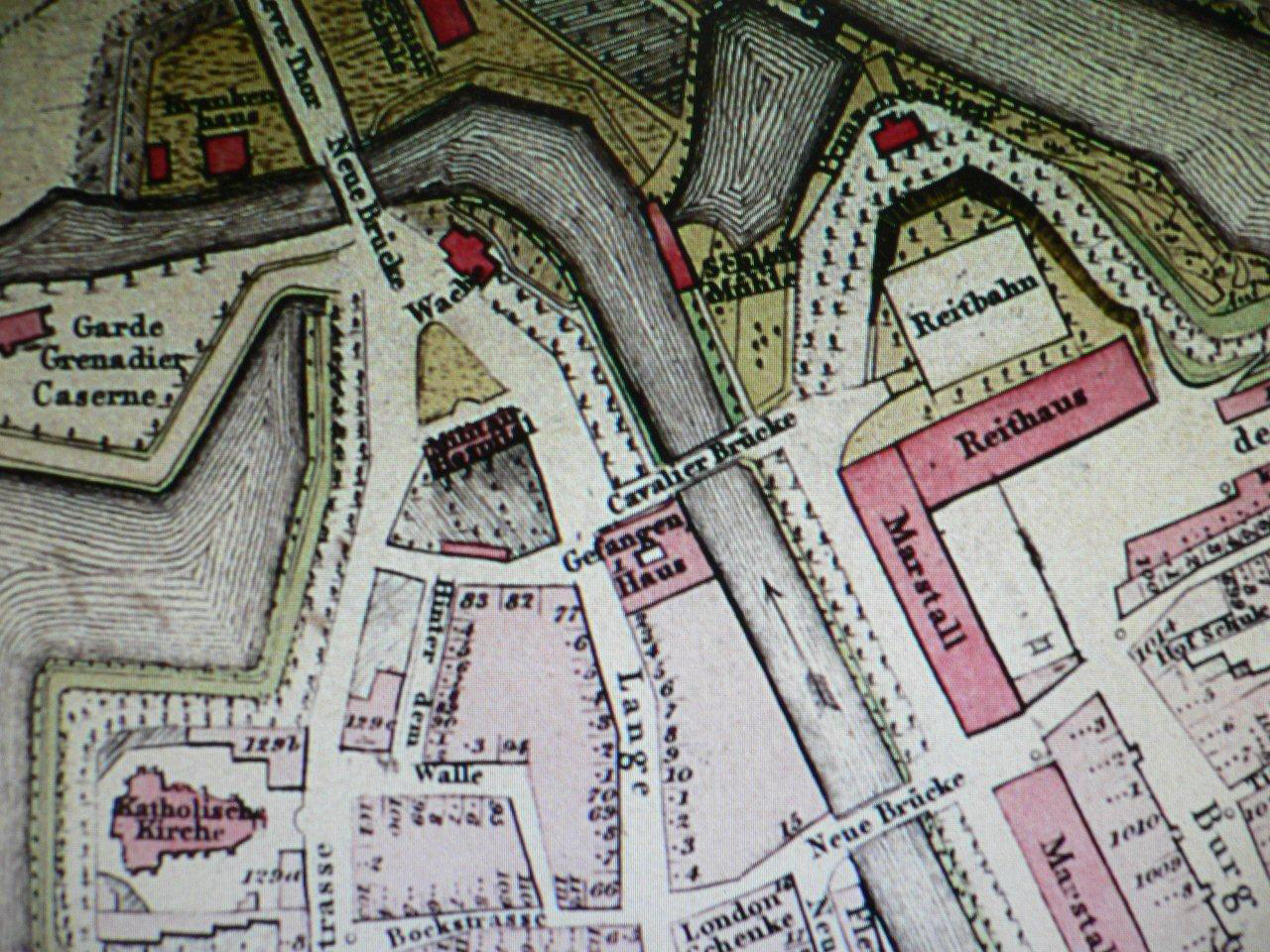
Ausschnitt aus dem Stadtplan Hannover von 1822 mit dem „Militärhospital“ nahe dem Clevertor

1825 wurde Spangenberg in Hannover zum Hofchirurg ernannt, im Jahr darauf Mitglied der Medizinalbehörde für die königlich-hannoversche Armee und zugleich Direktor der Chirurgenschule Hannover. 1830 wurde Spangenberg Medizinalrat, 1839 Generalstabsarzt der Armee sowie „Dirigent“ des General-Militär-Hospitals Hannover, das bis 1858 am Clevertor gelegen war.
Nach Spangenbergs Erhebung zum Königlichen Leibmedikus 1841 und des 1847 gegründeten Obermedizinalkollegiums in Hannover wurde er 1848 zum 2. Dirigenten des Kollegiums ernannt.
Johann Georg Spangenberg starb im Alter von 61 Jahren während eines Kuraufenthaltes in Bad Pyrmont. Sein Grab findet sich auf dem Gartenfriedhof in Hannover.

## Schüler
Einer der Schüler von Spangenberg war der spätere Chirurg Georg Friedrich Louis Stromeyer.